# 荒田悠良
荒田 悠良（あらた ゆら、2004年5月4日 - ）は、日本の子役タレントである。滋賀県出身。NAC所属。
比叡山高校入学後は俳優業を休業し駅伝競走に専念している。

## 出演

### テレビドラマ
- 落日燃ゆ（2009年3月15日、ANB） - よしこ 役
- おみやさん7（2010年、ANB） - 5歳のはるか 役
- 遺恨あり 明治十三年 最後の仇討（2011年、ANB） - 臼井つゆ（幼少期） 役
- インスタントラーメン発明物語 安藤百福物語（MBS） - 安藤明美 役
- 水戸黄門 第42部 第2話（2010年、TBS） - お初（少女時代） 役
- 水戸黄門 第43部 第7話（2011年、TBS） - 美世 役
- 松本清張スペシャルドラマ「球形の荒野」（2010年、フジテレビ） - 久美子（4歳児） 役
- カーネーション（2011年 - 2012年、NHK） - 小原静子 役
- 大奥〜誕生［有功・家光篇］（TBS） - 野乃 役
- 科捜研の女 第12シリーズ 第8話（2013年、ANB） - 葛西優奈 役
- 二十四の瞳（ANB） - 木下富士子 役
- BS時代劇 猿飛三世（NHK BSプレミアム） - 子供 役
- 鴨、京都へ行く。-老舗旅館の女将日記-（CX） - 上羽鴨（子供時代） 役
- 冤罪死刑（2013年11月23日、ANB） - 春園乙女役
- ごちそうさん（2013年 - 2014年） - 西門希子（子供時代） 役
- テレビ朝日開局55周年記念ドラマスペシャル 宮本武蔵（2014年3月15日・16日 二夜連続、テレビ朝日） - 小茶 役
- スペシャルドラマ 復讐法廷（2015年2月7日、テレビ朝日） - 中原由紀子（子供時代） 役

### テレビ
- 歴史秘話ヒストリア 焼け跡とバームクーヘン（NHK）
- 子どもを守れキャンペーン（NHK）
- 落語.創.新しい口（NHK） - オープニング（声）

### 映画
- 武士の家計簿（2010年） - 竹中政 役
- メモリーズ.コーナー - 石田由起子 役

### CM
- ABC「家族レッスン～バトンタッチ～（ジャンソン シャット） - みゆ 役
- 「大阪府児童虐待防止～」見えにくい編
- 立命館大学映像学部制作CM
- 「au（マモリーノ）」
- 健栄製薬「手ピカジェルプチ」
- 「やまむらや」歌

### 舞台
- 御園座特別公演『忠臣蔵』（2010年9月） - 大石るり 役
- 前進座 国立劇場（大劇場）「一本刀土俵入り」 - お君 役

### スチール
- 「グランディールべべ」（2007年秋号、2010年春、夏号）
- 「NISSENなかよし共和国」（2010年、夏、春、冬号）
- 「NISSEN暮らしのデザイン」（2011年春号）
- 「児童虐待」オレンジリボンキャンペーン

### ラジオドラマ
- FMシアター（NHK-FM）
  - 春を待つ女 - 綾（子供時代） 役
  - 委員会ファイブ - 少女時代の郁美 役
  - 『ともに帰らん』（2016年8月6日）[3] - 鳥居和枝 役